# Pîsanți, Pokrovske
Pîsanți (în ucraineană Писанці) este un sat în comuna Oleksandrivka din raionul Pokrovske, regiunea Dnipropetrovsk, Ucraina.

## Demografie
Componența lingvistică a localității Pîsanți
     Ucraineană (98,15%)
     Belarusă (1,85%)
Conform recensământului din 2001, majoritatea populației localității Pîsanți era vorbitoare de ucraineană (98,15%), existând în minoritate și vorbitori de belarusă (1,85%).